# 1620
Реформація •  Епоха великих географічних відкриттів •  Ганза •  Нідерландська революція •  Річ Посполита •  Запорозька Січ

## Геополітична ситуація
Османську імперію очолює Осман II (до 1622). Під владою османського султана перебувають Близький Схід та Єгипет, Середземноморське узбережжя Північної Африки, частина Закавказзя, значні території в Європі: Греція, Болгарія і Сербія. Васалами османів є Волощина та Молдова.
Священна Римська імперія — наймогутніша держава Європи. Її територія охоплює, крім німецьких земель, Угорщину з Хорватією, Богемію, Північну Італію. Її імператором є Фердинанд II з родини Габсбургів (до 1637). На території імперії триває Тридцятирічна війна. Габор Бетлен — самопроголошений король Угорщини.
Габсбург Філіп III Благочестивий є королем Іспанії (до 1621) та Португалії. Йому належать Іспанські Нідерланди, південь Італії, Нова Іспанія, Нова Гранада та Нова Кастилія в Америці, Філіппіни. Португалія, попри правління іспанського короля, залишається незалежною. Вона має володіння в Бразилії, в Африці, в Індії, на Цейлоні, в Індійському океані й Індонезії.
Північ Нідерландів займає Республіка Об'єднаних провінцій. Король Франції — Людовик XIII Справедливий (до 1643). Королем Англії є Яків I Стюарт (до 1625). Король Данії та Норвегії — Кристіан IV Данський (до 1648), Швеції — Густав II Адольф (до 1632). На Апеннінському півострові незалежні Венеціанська республіка та Папська область.
Королем Речі Посполитої, якій належать українські землі, є Сигізмунд III Ваза (до 1632). На півдні України існує Запорозька Січ.
Царем Московії є Михайло Романов (до 1645). Існують Кримське ханство, Ногайська орда.
Шахом Ірану є сефевід Аббас I Великий (до 1629).
Значними державами Індостану є Імперія Великих Моголів, Біджапурський султанат, султанат Голконда, Віджаянагара. У Китаї править династія Мін. У Японії триває період Едо.

## Події

### В Україні

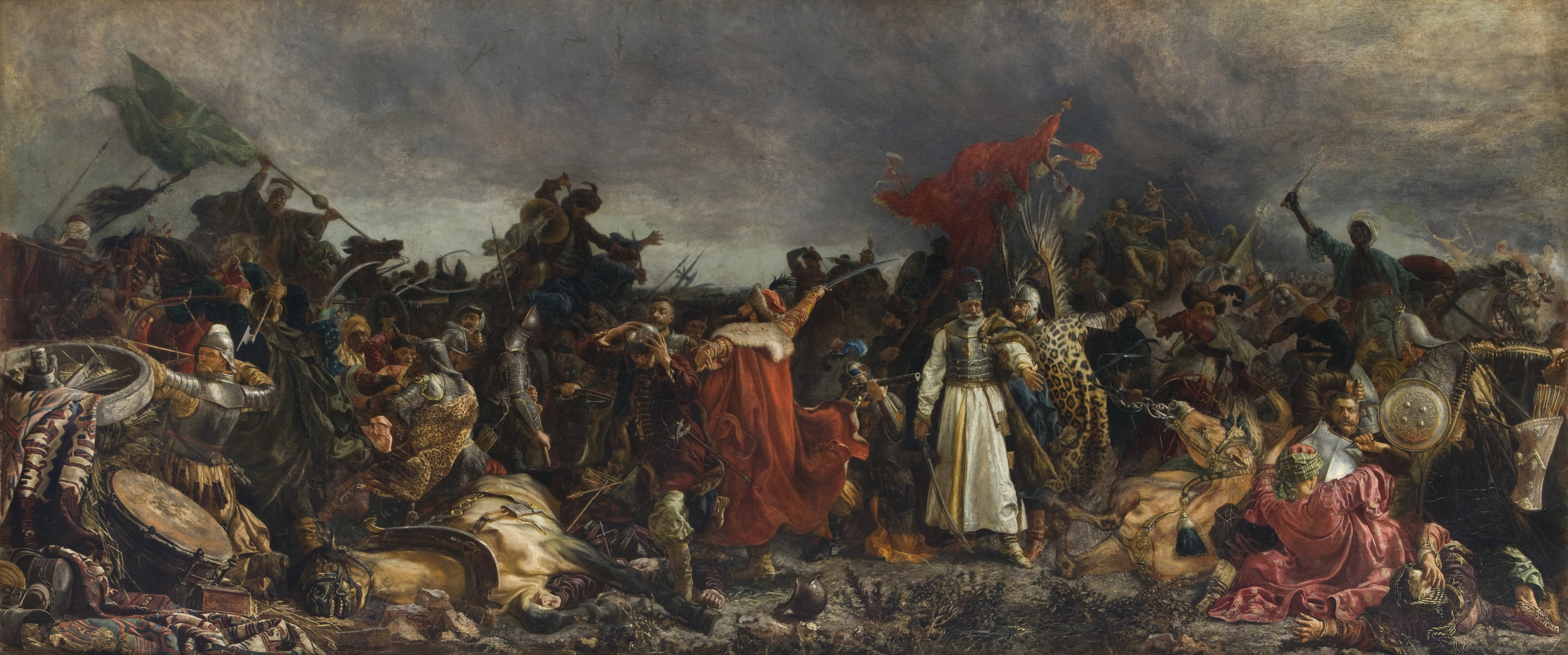
Цецорська битва. Картина Вітольда Півніцького.

- 17 вересня — 7 жовтня поблизу Ясс відбулася Цецорська битва. Польське військо Станіслава Жолкевського зазнало поразки від османсько-татарського війська Іскандера-паші. У битві загинув підстароста чигиринський Михайло Хмельницький і потрапив до полону його син Богдан Хмельницький.
- Жовтень. За деякими джерелами 60-тисячна татарська армія пішла на Покуття та рушила на Львів, спустошуючи все навколо і поверталася з походу з багатствами та більше як 100 тисячами полонених русинів (українців), постраждав Калуш.
- Єрусалимський патріарх Феофан висвятив нового київського митрополита Йова Борецького та кількох єпископів.

### У світі
- Тридцятирічна війна:
  - 4 лютого самопроголошений король Угорщини Габор Бетлен уклав мирну угоду з імператором Фердинандом II Габсбургом.
  - 3 липня в Ульмі укладено угоду між Католицькою лігою та Протестантською унією, за якою Унія проголосила нейтралітет і відмовилася підтримувати богемського короля Фрідріха V Пфальцького.
  - 8 листопада повстале чеське військо зазнало поразки від об'єднаної армії імператора Священної Римської імперії Фердинанда II і Католицької ліги на Білій горі біля Праги.
  - 9 листопада католицькі війська увійшли в Прагу. Фрідріх V утік, імператор призначив правителем у місті Карла фон Ліхтенштейна.
- У Франції сили короля Людовика XIII завдали поразки військам його матері Марії Медічі.
- 16 вересня з англійського міста Плімута у Новий Світ відплив корабель «Мейфлавер» з 48 членами екіпажу і 102 пасажирами-пуританами, які стали першими предками сучасних американців
- 21 грудня в районі майбутнього міста Плімут (нині — штат Массачусетс) з корабля «Мейфлавер», що відплив з Британії 16 вересня, висадились 102 пуритани, що прямували до Америки в пошуках захисту від релігійного переслідування на батьківщині.
- Британська Ост-Індійська компанія завдала поразки португальцям в морській битві в Ормузькій протоці.

### Наука
- Побачив світ «Новий органон» Френсіса Бекона.
- Едмунд Вінґейт запропонував принцип логарифмічної лінійки.
- Іспанський священик Хуан Пабло Бонет запропонував алфавіт жестової мови.

## Народились
- 16 лютого — Фрідріх-Вільгельм, бранденбурзький маркграф.
- 21 липня — Жан Пікар, французький астроном.

## Померли
- 2 січня — Йоганн-Сигізмунд, бранденбурзький маркграф.
- 7 жовтня — Жолкевський Станіслав, польський гетьман.